# أنسي

شعار البلدية

أنيسي (Annecy) بلدية فرنسية تقع في إقليم سافوا العليا التابع لمنطقة رون ألب جنوب شرق فرنسا.

## المناخ
يظهر الجدول التالي التغييرات المناخية على مدار السنة لآنسي:
| البيانات المناخية لـآنسي                                                   | البيانات المناخية لـآنسي | البيانات المناخية لـآنسي | البيانات المناخية لـآنسي | البيانات المناخية لـآنسي | البيانات المناخية لـآنسي | البيانات المناخية لـآنسي | البيانات المناخية لـآنسي | البيانات المناخية لـآنسي | البيانات المناخية لـآنسي | البيانات المناخية لـآنسي | البيانات المناخية لـآنسي | البيانات المناخية لـآنسي | البيانات المناخية لـآنسي |
| الشهر                                                                      | يناير                    | فبراير                   | مارس                     | أبريل                    | مايو                     | يونيو                    | يوليو                    | أغسطس                    | سبتمبر                   | أكتوبر                   | نوفمبر                   | ديسمبر                   | المعدل السنوي            |
| -------------------------------------------------------------------------- | ------------------------ | ------------------------ | ------------------------ | ------------------------ | ------------------------ | ------------------------ | ------------------------ | ------------------------ | ------------------------ | ------------------------ | ------------------------ | ------------------------ | ------------------------ |
| الدرجة القصوى °م (°ف)                                                      | 16.4 (61.5)              | 19.2 (66.6)              | 23.5 (74.3)              | 27.4 (81.3)              | 32.6 (90.7)              | 35.1 (95.2)              | 37.2 (99.0)              | 38.5 (101.3)             | 30.0 (86.0)              | 26.5 (79.7)              | 22.1 (71.8)              | 19.9 (67.8)              | 38.5 (101.3)             |
| متوسط درجة الحرارة الكبرى °م (°ف)                                          | 5.4 (41.7)               | 7.6 (45.7)               | 12.0 (53.6)              | 15.6 (60.1)              | 20.5 (68.9)              | 24.0 (75.2)              | 26.1 (79.0)              | 25.7 (78.3)              | 20.7 (69.3)              | 16.0 (60.8)              | 9.5 (49.1)               | 5.6 (42.1)               | 15.7 (60.3)              |
| المتوسط اليومي °م (°ف)                                                     | 1.9 (35.4)               | 3.3 (37.9)               | 6.8 (44.2)               | 10.2 (50.4)              | 15.0 (59.0)              | 18.3 (64.9)              | 20.2 (68.4)              | 19.9 (67.8)              | 15.6 (60.1)              | 11.6 (52.9)              | 5.9 (42.6)               | 2.5 (36.5)               | 10.9 (51.7)              |
| متوسط درجة الحرارة الصغرى °م (°ف)                                          | −1.6 (29.1)              | −1.0 (30.2)              | 1.6 (34.9)               | 4.7 (40.5)               | 9.5 (49.1)               | 12.5 (54.5)              | 14.3 (57.7)              | 14.1 (57.4)              | 10.4 (50.7)              | 7.2 (45.0)               | 2.3 (36.1)               | −0.7 (30.7)              | 6.1 (43.0)               |
| أدنى درجة حرارة °م (°ف)                                                    | −23.0 (−9.4)             | −15.5 (4.1)              | −15.0 (5.0)              | −6.0 (21.2)              | −2.0 (28.4)              | 1.0 (33.8)               | 3.0 (37.4)               | 1.5 (34.7)               | −2.5 (27.5)              | −5.0 (23.0)              | −11.5 (11.3)             | −16.0 (3.2)              | −23.0 (−9.4)             |
| الهطول مم (إنش)                                                            | 91.2 (3.59)              | 82.2 (3.24)              | 94.6 (3.72)              | 102.8 (4.05)             | 105.1 (4.14)             | 90.0 (3.54)              | 100.8 (3.97)             | 114.8 (4.52)             | 123.3 (4.85)             | 118.0 (4.65)             | 116.8 (4.60)             | 109.9 (4.33)             | 1٬249٫5 (49.2)           |
| متوسط أيام هطول الأمطار                                                    | 11                       | 9                        | 10                       | 10                       | 12                       | 9                        | 10                       | 10                       | 9                        | 11                       | 12                       | 11                       | 124                      |
| ساعات سطوع الشمس الشهرية                                                   | 93                       | 117                      | 172                      | 196                      | 224                      | 262                      | 277                      | 242                      | 192                      | 138                      | 83                       | 70                       | 2٬066                    |
| المصدر: Météo France - Period 1981-2010 - Temperatures extremes 1970-2015. |                          |                          |                          |                          |                          |                          |                          |                          |                          |                          |                          |                          |                          |

## توأمة
لآنسي اتفاقيات توأمة مع كل من:
- شلتنهام (1956 -)
- بايرويت (1966 -)
- فيتشنزا (1995 -)
- رودولشتات

## أعلام
- بابتيست قروس
- جيرمان فرايد
- كريستوف لوميتر
- أوجين سو
- لوسيان ديغيورغس
- مورغان برشت
- تشارلز ماريون
- أوجين تراين
- فرنسيس نيلسن